# Умарова, Жупарай
Жупарай Умарова (узб. Juparay Umarova; 1921 год, кишлак Ойбек, Туркестанская АССР — неизвестно, Узбекская ССР) — хлопковод, бригадир полеводческой бригады колхоза «30 лет Узбекской ССР» Чиназского района, Ташкентская область, Узбекская ССР. Герой Социалистического Труда (1957).

## Биография
Родилась в 1921 году в кишлаке Ойбек (Oybek) на территории современного Чиназского района. С 1937 года трудилась рядовой колхозницей, звеньевой, с 1946 года — бригадиром полеводческой бригады в колхозе «30 лет Узбекской ССР» Чиназского района. С 1958 года — член КПСС.
В 1956 году бригада под её руководством собрала высокий урожай хлопка-сырца. Указом Президиума Верховного Совета СССР «О присвоении звания Героя Социалистического Труда колхозникам, колхозницам, работникам машинно-тракторных станций, совхозов, партийным и советским работникам Узбекской ССР» от 11 января 1957 года удостоена звания Героя Социалистического Труда за «выдающиеся успехи, достигнутые в деле развития советского хлопководства, широкое применение достижений науки и передового опыта в возделывании хлопчатника и получение высоких и устойчивых урожаев хлопка-сырца» с вручением ордена Ленина и золотой медали «Серп и Молот».
Дальнейшая судьба неизвестна.